# Kemerköprü, Arhavi
Kemerköprü là một xã thuộc huyện Arhavi, tỉnh Artvin, Thổ Nhĩ Kỳ. Dân số thời điểm năm 2010 là 135 người.